# Gouvernement Lambán I
 Aragon
Rudi Lambán II
Le gouvernement Lambán I est le gouvernement de l'Aragon entre le 6 juillet 2015 et le 6 août 2019, durant la IXe législature des Cortes d'Aragon. Il est présidé par Javier Lambán.

## Historique
Au cours des élections régionales du 24 mai 2015, le PSOE d'Aragon remporte 21,4 % des voix et 18 députés sur 67, soit le plus mauvais résultat de son histoire. Toutefois, les autres forces de gauche totalisent 17 élus. Lambán passe alors un accord avec Podemos, un accord avec l'Union aragonaisiste (CHA) et un accord avec la Gauche unie (IU).
Le 3 juillet, Javier Lambán est investi président d'Aragon par 35 voix contre 32. Il nomme deux jours plus tard un gouvernement de neuf membres, auquel participe la CHA, pour la première fois de son histoire.

## Composition
| Fonction                                                                     | Titulaire | Titulaire                                                            | Parti |
| ---------------------------------------------------------------------------- | --------- | -------------------------------------------------------------------- | ----- |
| Président                                                                    |           | Francisco Javier Lambán Montañés                                     | PSOE  |
| Conseiller à la Présidence                                                   |           | Vicente Guillén Izquierdo                                            | PSOE  |
| Conseillère à l'Économie, à l'Industrie et à l'Emploi                        |           | Marta Gastón Menal                                                   | PSOE  |
| Conseiller aux Finances et aux Administrations publiques                     |           | Fernando Gimeno Marín                                                | PSOE  |
| Conseillère à l'Innovation, à la Recherche et à l'Enseignement supérieur     |           | María del Pilar Alegría Continente (jusqu'au 15/06/2019)             | PSOE  |
| Conseillère à l'Éducation, à la Culture et aux Sports                        |           | María Teresa Pérez Esteban                                           | PSOE  |
| Conseiller à la Structuration du territoire, aux Déplacements et au Logement |           | José Luis Soro Domingo                                               | CHA   |
| Conseillère à la Citoyenneté et aux Droits sociaux                           |           | María Victoria Broto Cosculluela                                     | PSOE  |
| Conseiller au Développement rural et à la Durabilité                         |           | Joaquín Olona Blasco                                                 | PSOE  |
| Conseiller à la Santé                                                        |           | Sebastián Celaya Pérez Pilar Ventura Contreras (jusqu'au 17/08/2018) | PSOE  |